# Microtropis argentea
Microtropis argentea là một loài của thực vật họ thuộc họ Celastraceae (Bittersweet). Đây là loài đặc hữu của Malaysia.